# Faction de la voie impériale

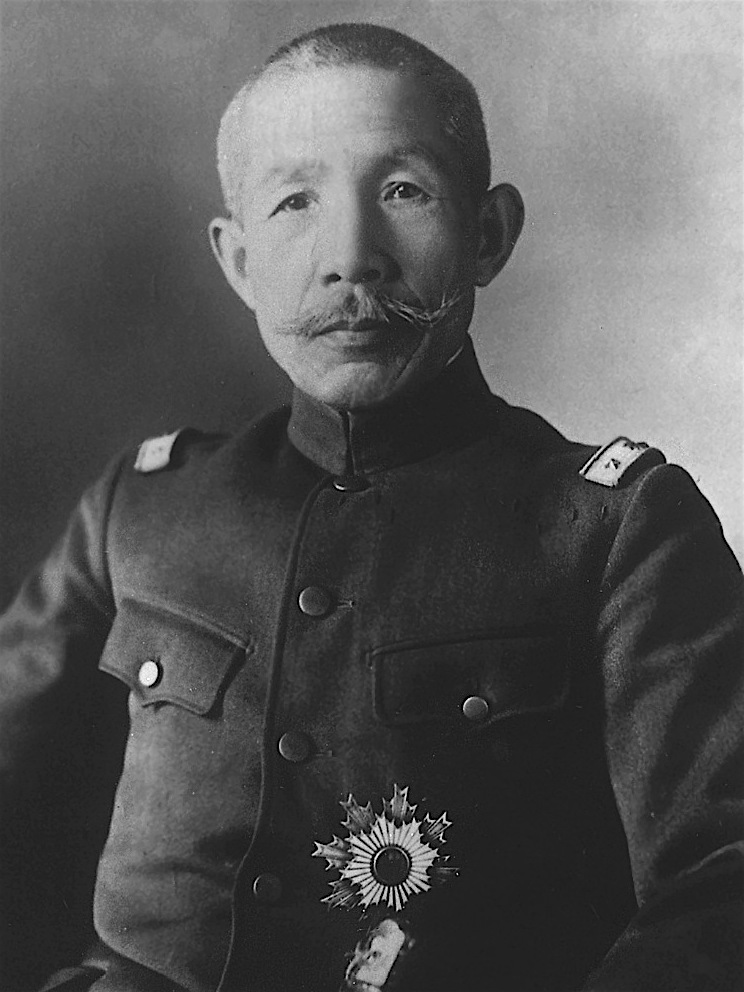
Sadao Araki, le fondateur de la Kōdōha.

La faction de la voie impériale ou Kōdōha (皇道派, Kōdōha) était une faction politique de l'Armée impériale japonaise active dans les années 1920 et 1930. Constituée en grande partie de sous-officiers, elle avait pour objectif d'établir un gouvernement militaire et promouvait les idéaux totalitaristes, militaristes et expansionnistes. Elle n'est jamais devenue un parti politique et n'avait aucun statut officiel au sein de l'armée.

## Contexte
La croissance de l'économie japonaise durant la Première Guerre mondiale prit fin dans les années 1920 avec la crise financière Shōwa. Des troubles sociaux apparurent avec la polarisation de la société, les inégalités, les trafics de jeunes filles et l'influence croissante du socialisme, du communisme et de l'anarchisme sur les syndicats de travailleurs, tandis que les chefs financiers et industriels du Japon continuaient à s'enrichir grâce leurs relations avec les politiciens et les bureaucrates. L'armée était considérée comme « propre » en matière de corruption politique et des éléments en son sein étaient déterminés à éliminer les menaces supposées du Japon qui dérivaient de l'affaiblissement de la démocratie libérale et de la corruption politique.

## Origines
La Kōdōha fut fondée par Sadao Araki et son protégé Jinzaburō Masaki. Araki était un théoricien politique réputé parmi les militaires, il mélangea l'ancien code du Bushido des samouraï avec les idéaux similaires du fascisme européen pour créer la base idéologique de sa philosophie qui considérait l'empereur, le peuple, la terre et la morale du Japon comme un et indivisible.
La Kōdōha envisageait un retour utopique à un Japon d'avant l'industrialisation et l'occidentalisation dans lequel l'État serait purgé des bureaucrates corrompus, des politiciens opportunistes et des capitalistes cupides. L'État serait directement dirigé par l'empereur Hirohito à la suite d'une « restauration de Shōwa » provoquée par l'armée. À l'échelle nationale, l'État reviendrait aux valeurs traditionnelles du Japon, et à l'étranger, une guerre avec l'Union soviétique était non seulement inévitable mais nécessaire pour éliminer la menace posée par le communisme. Pendant une conférence en septembre 1932, Araki mentionna pour la première fois le mot Kōdōha (« la voie impériale ») qui devint le nom de son mouvement.
Araki devint ministre de la Guerre dans le gouvernement d'Inukai Tsuyoshi en 1931, et Masaki devint vice-chef de l'État-major de l'armée impériale japonaise. Ils commencèrent chacun à purger les partisans de leur rival le général Kazushige Ugaki de tous les postes importants au ministère et à l'État-major. Alors qu'Ugaki poussait à la modernisation du matériel et de la technologie de l'armée, Araki et ses partisans mirent l'accent sur l'entraînement spirituel.

## Opposition
Tetsuzan Nagata et Hideki Tōjō fondèrent la faction du contrôle pour s'opposer à celle de la voie impériale.
Malgré leurs divergences, les deux groupes avaient en commun la conviction que la défense du pays devait être renforcée par une réforme de la politique nationale. Les deux groupes adoptèrent donc des idées inspirées du totalitarisme, du fascisme et du socialisme d'État, avec un fort scepticisme envers le système des partis politiques et la démocratie représentative. Cependant, à la différence de l'approche de la Kōdōha, qui voulait provoquer une révolution, la faction du contrôle prévoyait qu'une guerre future serait une guerre totale et nécessiterait la coopération de la bureaucratie et des zaibatsu pour maximiser les capacités industrielles et militaires du Japon. Alors que la Kōdōha était une fervente supportrice d'une frappe préventive contre l'Union soviétique, la faction du contrôle désirait des méthodes plus prudentes pour améliorer la défense nationale.

## Déclin
Après l'incident de Mukden, les deux groupes se combattirent pour dominer l'armée. La Kōdōha domina au début mais à la suite de la démission d'Araki en 1934 pour raisons de santé, l'influence du groupe commença à décliner. Araki fut remplacé par le général Senjūrō Hayashi qui avait des sympathies au sein de la faction du contrôle. 
En novembre 1934 fut découvert un complot des officiers de la Kōdōha pour assassiner un certain nombre de politiciens importants. La faction du contrôle força Masaki à démissionner de son poste d'inspecteur-général de l'entraînement militaire (la troisième plus puissante position dans la hiérarchie de l'armée japonaise) pour ses complicités dans le complot et rétrograda plus de 3 000 autres officiers.
En représailles, un officier de la Kōdōha, Saburo Aizawa, assassina le chef de la faction du contrôle, le général Tetsuzan Nagata (l'incident d'Aizawa). Un procès fut mis en place sous la direction de la 1re division commandée par le général Heisuke Yanagawa, un partisan d'Araki. La Kōdōha se servit de ce procès pour dénoncer la faction du contrôle, représentant Aizawa en patriote désintéressé et Nagata en chef avide de pouvoir et peu scrupuleux. Pendant le procès, afin de réduire les tensions dans la zone de Tokyo, la 1re division reçu l'ordre de se rendre en Mandchourie. Cela provoqua à l'inverse une escalade de la violence, la Kōdōha décida d'agir directement et tenta un coup d'État avec le soutien de la 1re division. L'échec de l'incident du 26 février de 1936 provoqua une purge presque complète des membres de la Kōdōha des plus hautes positions de l'armée et la démission de Sadao Araki.
Après l'incident, la Kōdōha cessa d'exister et sans elle la faction du contrôle n'eut plus de raison-d'être. Bien que les partisans de cette dernière gagnèrent la domination de l'armée, les idées de la Kōdōha au sujet de la puissance spirituelle et du mysticisme impérial continuèrent à exister au sein de l'armée, visible dans la tradition d'insubordination des sous-officiers (gekokujō) et refirent surface après le déclenchement de la guerre sino-japonaise (1937-1945).